# Karanasa
Karanasa (лат.) — род дневных чешуекрылых из семейства бархатниц.

## Описание
Окраска бабочек варьирует от почти белой или соломенной до оранжевого красновато-коричневой или красновато-оранжевой. На передних крыльях имеется по два пятна. У бабочек нижняя сторона заднего крыла со струйчатым рисунком. Внешняя граница постдискальной перевязи на верхней стороне заднего крыла с зазубринами.

## Экология
Бабочки встречаются обычно в сухих степных высокогорных местообитаниях на высоте от 3000 до 4000 м над уровнем моря.

## Классификация
Род описан английским энтомологом Фредериком Муром в 1893 году, однако до выхода публикации Авинова и Свендера в 1951 году самостоятельность этого рода не признавалась. В состав рода включают следующие виды:
- Karanasa abramovi (Erschoff, 1884)
- Karanasa astorica Tytler, 1926
- Karanasa alpherakyi (Avinov, 1910)
- Karanasa cadesia (Moore, 1874)
- Karanasa bolorica (Grum-Grshimailo, 1888)
- Karanasa decolorata (Staudinger, 1901)
- Karanasa eburnea Avinoff & Sweadner, 1951
- Karanasa gilgitica Tytler, 1926
- Karanasa goergneri Eckwiler, 1990
- Karanasa grumi Avinoff & Sweadner, 1951
- Karanasa huebneri (C. R. Felder, 1867)
- Karanasa hoffmanni (Christoph, 1893)
- Karanasa incerta Bogdanov, 1998
- Karanasa josephi (Staudinger, 1882)
- Karanasa haarlovi Avinoff & Sweadner, 1951
- Karanasa haslundi Avinoff & Sweadner, 1951
- Karanasa kasakstana O.Bang-Haas, 1936)
- Karanasa kirgizorum Avinoff & Sweadner, 1951
- Karanasa latifasciata (Grum-Grshimailo, 1902)
- Karanasa leechi (Grum- Grshimailo, 1890)
- Karanasa maureri Avinoff & Sweadner, 1951
- Karanasa modesta Moore, 1896
- Karanasa morhsenii Wyatt & Omoto, 1966
- Karanasa naumanni Tshikolovets, 2017
- Karanasa nigrocellata Avinoff & Sweadner, 1951
- Karanasa pamira (Staudinger, 1887)
- Karanasa pardesi Tshikolovets, 2017
- Karanasa praestans Avinoff & Sweadner, 1951
- Karanasa pseudopamira Tshikolovets, 2017
- Karanasa pungeleri (Bang-Haas, 1910)
- Karanasa pupilata Tytler, 1926
- Karanasa regeli (Alphéraky, 1881)
- Karanasa rohtanga Avinoff & Sweadner, 1951
- Karanasa safeda Tytler, 1926
- Karanasa straminea Bogdanov, 1997
- Karanasa tancrei (Grum-Grshimailo, 1893)
- Karanasa talastauana (O.Bang-Haas, 1927)
- Karanasa vogti (Bang-Haas, 1910)
- Karanasa wilkinsi (Erschoff, 1881)

## Распространение
Представители рода встречаются в горах Центральной Азии: на Памире, Тянь-Шане, Каракоруме, Тибете, Пенджабских Гималаях, Гиндукуше и Китае провинции Ганьсу.